# Врховна команда (Јапан)
Врховна команда (јап. 大本営 — дајхон'еј) координирано је командовала Јапанском царском војском и Јапанском царском морнарицом.
Основана је указом цара Муцухита, дана 19. маја 1893. На челу Врховне команде се налазио цар који је био шеф државе и генералисимус оружаних снага. Била је независна од свих цивилних власти, па и од премијера и Кабинета. Цар Хирохито је, након јулског Инцидента на мосту Марка Пола, указом од 18. новембра 1937. укинуо дотадашњу Врховну команду и основао нову. На њеном челу се и даље налазио цар, а начелници генералштабова војске и морнарице имали су задатак да координирано командују операцијама Јапанске царске војске и Јапанске царске морнарице. Након пораза Јапанског царства у Другом свјетском рату, Врховна команда је укинута 13. септембра 1945.
Врховна команда је била организационо подијељена на војно и морнаричко одјељење. Одјељења су се састојала од ресорних министара (војске и морнарице), начелника генералштабова и шефова операција. Члан Врховне команде је био и генерални инспектор ратне припреме, као и царски ађутант.